# 仁心橋
仁心橋（じんしんばし）は、新町川に架かる平面の橋である。徳島県徳島市南出来島町1丁目（北岸）と徳島市西大工町5丁目を結ぶ。

## 概要
北岸西側は新町川公園となっており、佐古大橋にかけて公園が整備されている。北岸東側は藍場浜公園となっており、すぐ脇に徳島県郷土文化会館が位置する。橋には「藍蔵」のモチーフが飾られている。

## 隣の橋梁
（上流） - 佐古大橋 - 仁心橋 - 春日橋 - （下流）